# Dépression de Tourfan

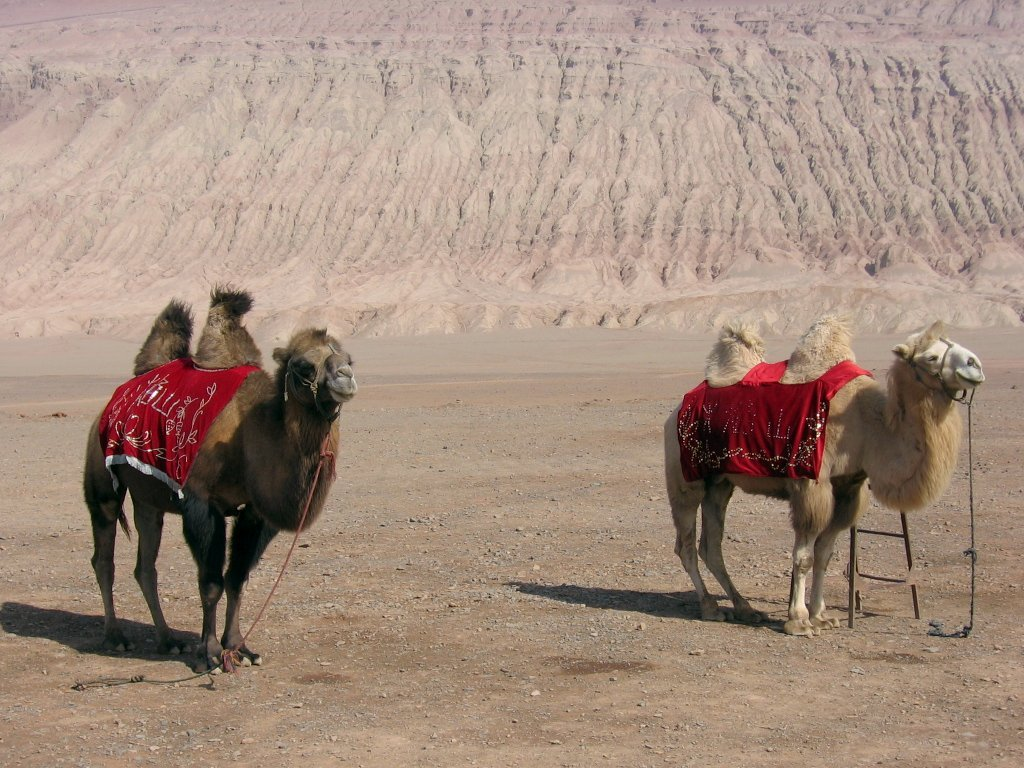
Dans la dépression.

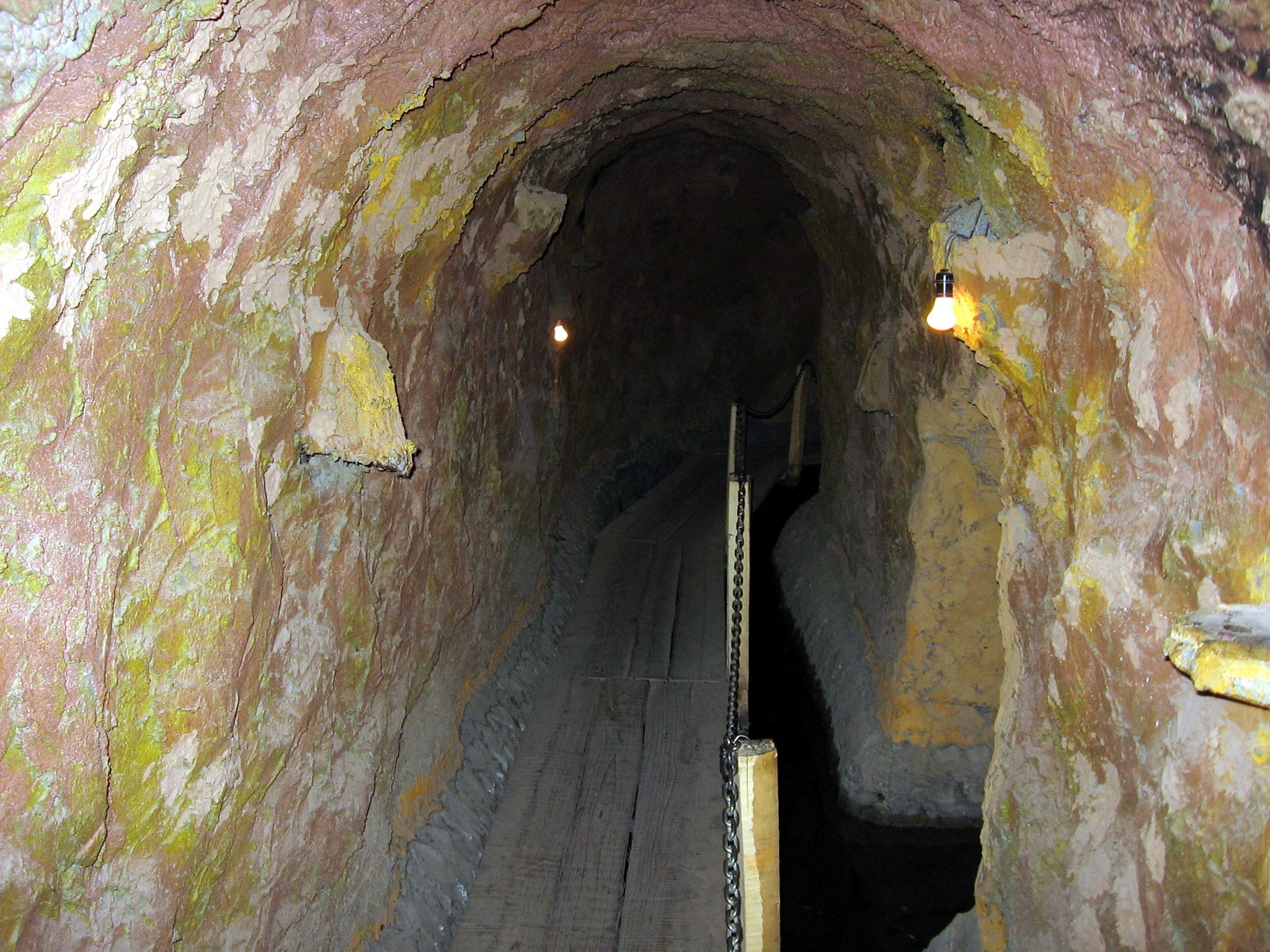
Galerie des Karez, près de Tourfan.

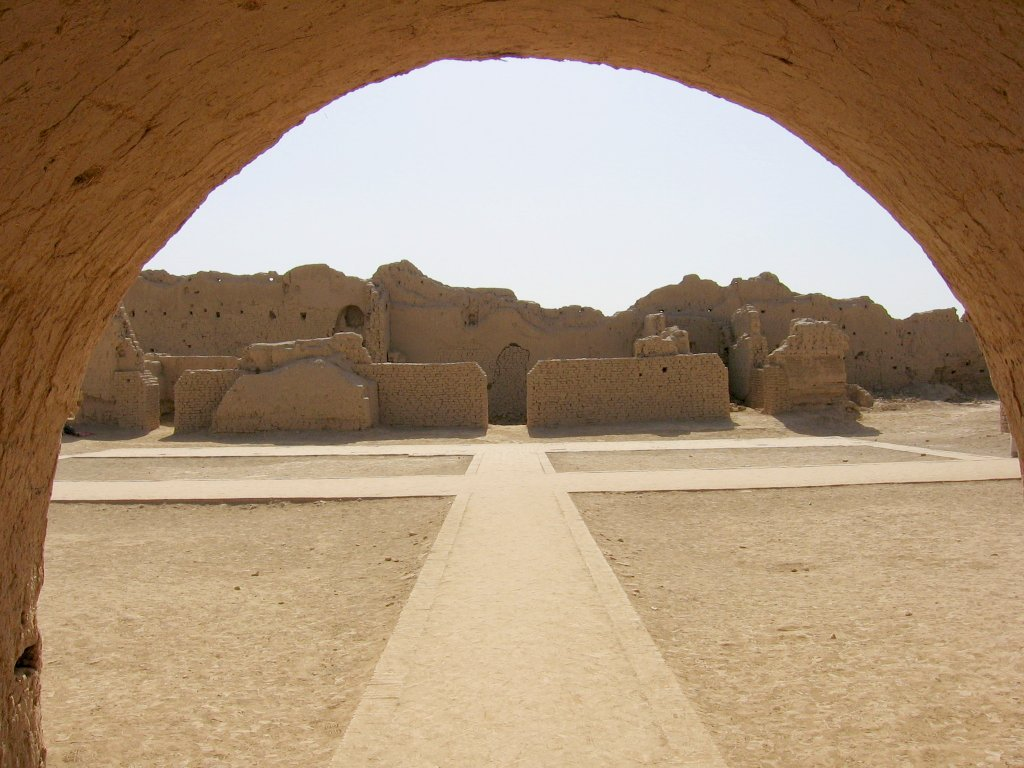
Ruines de Gaochang.

La dépression de Tourfan (chinois : 吐魯番盆地 ; pinyin : Tǔlǔfán Péndì) est une dépression autour de la ville de Tourfan dans la région autonome chinoise du Xinjiang. Son point le plus profond est le lac Aiding, un lac asséché. Il s'agit du quatrième point le plus bas du globe (–154 m) après la mer Morte, le lac de Tibériade et le lac Assal.
D'une superficie d'environ 50 000 km2, la dépression est située sur la route de la soie. Elle inclut l'ancienne cité-étape de Gaochang, dont l'existence est attestée au Ier siècle av. J.-C. et qui fut détruite au XIVe siècle.

## Géographie et climat
Le bassin se compose de six éléments géomorphologiques : le Tian Shan, les monts Flamboyants, le Choltagh, deux plaines alluviales et le lac Aiding. Le Tian Shan et le Choltagh forment les limites de la chaîne montagneuse qui reçoit les précipitations, abrite des glaciers et connaît des chutes de neige saisonnières. La majeure partie des cours d'eau provenant de la fonte alimentent le lac Aiding et les réserves sous-terraines.
Le climat de la dépression est caractérisé par des précipitations extrêmement faibles et une évapotranspiration élevée, qui rendent la région naturellement inhospitalière à l'agriculture et à l'établissement humain sans des systèmes de gestion de l'eau sophistiqués. Les températures estivales y sont particulièrement élevées, contribuant au caractère aride du paysage.

## Histoire
La dépression de Tourfan est habitée par des communautés humaines depuis l'Antiquité. Jusqu'au premier millénaire avant notre ère, la région est peuplée par des nomades agro-pastoraux. Les premiers établissements permanents sont apparus à l'époque de la dynastie Han, avec des villages établis près des rares cours d'eau pour lutter contre la sécheresse. Des sites comme Jiaohe et Gaochang témoignent de cette phase de sédentarisation.
Durant les périodes ultérieures, notamment sous la dynastie Tang et le royaume ouïgour de Qocho, la dépression de Tourfan est devenue un carrefour majeur sur la Route de la Soie. Cette position stratégique favorise des échanges culturels et économiques entre l'Est et l'Ouest, donnant naissance à une culture hybride reflétant des influences diverses. La région a également été un centre religieux important, accueillant successivement le bouddhisme, le manichéisme, le zoroastrisme, et plus tard l'islam.
Au XIXe siècle, la dépression joue un rôle dans les rivalités géopolitiques de la région, notamment pendant le Grand Jeu.

## Système hydraulique de Tourfan
Pour répondre aux défis posés par l'aridité extrême, les habitants de la dépression de Tourfan développent un système hydraulique reposant sur le principe des qanat. Ces galeries souterraines, légèrement inclinées, transportent l'eau depuis les zones montagneuses jusqu'aux terres agricoles situées en contrebas, tout en minimisant les pertes dues à l'évaporation. Ce système repose sur une série de puits verticaux visibles en surface, qui facilitent la construction, l'entretien et la ventilation des galeries.
Les origines des karez dans la région demeurent sujettes à débat. Certaines théories suggèrent une construction dès 2000 ans avant notre ère, mais les preuves disponibles, notamment les datations au carbone, ne remontent pas au-delà du XVe siècle. Les premiers textes historiques mentionnant explicitement les karez apparaissent sous la dynastie Qing.
Au cours du XXe siècle, l'utilisation des karez décline, en particulier à partir des années 1960. L'augmentation de la population et l'expansion agricole conduisent à une demande accrue en eau, qui a été satisfaite par des pompes mécaniques modernes.